# 257234 Güntherkurtze
(257234) Güntherkurtze, denumire internațională (257234) Guntherkurtze, este un asteroid din centura principală de asteroizi.

## Descriere
257234 Güntherkurtze este un asteroid din centura principală de asteroizi. A fost descoperit pe 26 februarie 2009 la Calar Alto de Felix Hormuth. Asteroidul prezintă o orbită caracterizată de o semiaxă mare de 2,32 ua, o excentricitate de 0,22 și o înclinație de 1,7° în raport cu ecliptica.